# Agnesiella alni
Agnesiella alni är en insektsart som beskrevs av Sharma och Malhotra 1981. Agnesiella alni ingår i släktet Agnesiella och familjen dvärgstritar. Inga underarter finns listade i Catalogue of Life.